# داسو فالکون ۵۰
جت شخصی سه موتوره داسو فالکون ۵۰ (به فرانسوی: Dassault Falcon 50) از ارتقای طرح داسو فالکن-۲۰ به وجود آمد. یکی از اهداف مهم ساخت فالکون ۵۰، توانایی پرواز در مسافت‌های طولانی همچون عبور از اقیانوس اطلس و پروازهای بین قاره‌ای بود. با وجود استفاده از فالکون ۲۰ به عنوان پایه و اساس طرح، رسیدن به برد ۶۰۰۰ کیلومتری متسلزم ایجاد تغییراتی در هواپیما بود. در طرح جدید از سه موتور توروبوفن Garrett TFE731 استفاده شده‌است. در حالیکه در فالکون ۲۰ از دو موتور جنرال الکتریک CF700 استفاده شده بود.
از ویژگیهای دیگر فالکون ۵۰ طراحی بالهایی با مقطع فرابحرانی است که در ساخت دومین پیش نمونه از آن استفاده شد. ضمن آنکه بدنه فالکون ۵۰ به همان دماغه و سطح مقطع فالکون ۲۰ و ۲۰۰ مجهز است. اولین پرواز فالکون ۵۰ در نوامبر ۱۹۷۶ و اولین پرواز دومین هواپیمای پیش نمونه با بالهای جدید در ۱۸ فوریه ۱۹۷۸ انجام شد. گواهینامه صلاحیت پروازی FAA نیز در ۷ مارس ۱۹۷۹ به آن اعطاء و در ژوئیه ۱۹۷۹ اولین فالکون ۵۰ به مشتری تحویل داده شد. در آوریل ۱۹۹۵ داسو اعلام کرد مدلی از فالکون ۵۰ با برد پروازی طولانی‌تر به میزان ۷۴۰ کیلومتر، ظرفیت سوخت بیشتر، کابین خلبان همراه با الکترونیک پروازی جدیدتر و استفاده از توربوفن‌های TFE73140 را در نظر گرفته‌است. این طرح فالکون 50EX نام گرفت. فالکون 50EX اولین پرواز خود را در ۱۰ آوریل ۱۹۹۶ انجام داد. گواهینامه‌های فرانسوی و آمریکایی نیز در نوامبر و دسامبر ۱۹۹۶ به آن اعطاء شد. اولین هواپیمای تولید شده در ژانویه همان سال و به شرکت خودروسازی فولکس واگن تحویل شد. به سفارش نیروی دریایی فرانسه نمونه‌ای برای این نیرو و با تغییراتی در رادار آن ساخته شد.

## موتور
- سه موتور توربوفن آلیاد سیگنال TFE7313
- بیشترین رانش موتور:
- 16.5kN معادل 3,700lb

## عملکرد
- بیشترین سرعت کروز: 880km/h
- سرعت کروز دوربرد: 797km/h
- برد: 5,715km معادل 3,084nm
- ارتفاع پروازی: 45,000ft

## اوزان
- وزن خالی: 9,150kg معادل 20,170lb
- بیشترین وزن برخاستن: 17,600kg معادل 38,800lb

## ابعاد
- طول: 18.52m معادل 61ft
- ارتفاع: 6.98m معادل 22ft
- دهانه بال: 18.86m معادل 61ft
- مساحت بال: 46.8m² معادل 504.1sq ft

## گنجایش
- خدمه پروازی: دو نفر در عرشه پرواز
- مسافران: قادر به حمل ۸ تا ۱۲ مسافر. در صورت استفاده از تمام فضا و بدون امکانات تشریفاتی قادر به حمل ۱۹ نفر.[۲]